# 利玛窦规矩
利玛窦规矩是指明朝時來華的天主教耶穌會傳教士利玛窦的傳教方式與策略，利玛窦允許中國教友繼續祭天、祭祖、祭孔的舊俗。這規則一直被严格遵行，直到教宗克勉十一世發布禁令為止，教宗的禁令也引爆了清康熙帝的反制，是為中國禮儀之爭。

## 簡介
當時的中國人多半有祭天、祭祖、祭孔的習慣。利玛窦自認為西儒，秉持著儒家作風，對中國習俗保持寬容的態度。他容許中國教徒繼續這些傳統的儀式。利玛窦主張以「天主」稱呼天主教的「神」（拉丁文的Deus）；但他亦認為天主教的「神」早已存在於中國的思想之中，因為中國傳統的「天」和「上帝」本質上與天主教所說的「唯一真神」並無分別。而祭祀祖先與孔子，這些只屬追思先人與緬懷哲人的儀式，與信仰並無甚麼干涉；只要不摻入許願、崇拜、祈禱等成分，本質上並沒有違反天主教教義。利玛窦的傳教策略和方式，一直為之後到中國傳教的耶穌會士所遵從，是為「利玛窦規矩」。
利玛窦等意大利传教士在中国取得了成功，教義大興，許多中國人都改信或受洗成為信徒，包括徐光啟、李之藻、孫元化等人，甚至南明永曆帝的皇后孝剛匡皇后王氏、哀愍太子朱慈炫等都成為信徒，永曆帝在清兵大舉進攻時曾写信向羅馬天主教教廷请求教宗及歐洲各國派兵支援（此信尚保存在梵蒂冈）。
清朝時，康熙仍然重用意大利传教士。但后来欧洲其他天主教各修會之间，对中国传统祭祖敬孔习俗的争论，削弱了利玛窦等人本已取得的成功。多為西班牙籍的道明会传教士，为了在中国排挤意大利人居多的耶稣会传教士，向教宗申诉并取得教宗通諭，宣称利玛窦等人允许中国教徒崇拜祖先，违背了天主教教义。教宗克勉十一世派特使鐸羅到中国晋见康熙帝，态度骄横，和康熙争辩。康熙认为“天下没有不忠不孝的神仙”，也說了「眾西洋人自今以後，若不遵利玛窦规矩，断不准在中国住，必逐回去。」，又說这个特使“不可理喻”，憤怒的康熙帝，敕將鐸羅押往葡屬澳門禁錮，直至其病死狱中。此即中国礼仪之争事件。之後康熙再下諭令：「朕已將話傳至宗主國（教宗國），如教化王（克勉十一世）不遵從，爾等可自任去留；爾等既是出家人，即留於本國著住修道。」
从此，清朝和羅馬教廷关系急剧恶化，禁止了西班牙传教士在中国的活动，並进一步严格的实行了闭关锁国政策。数百年後，教宗庇護十二世於1939年12月8日废除祭祖敬孔的禁令，这也侧面显示出了利玛窦对中国文化的了解。

### 引用
1. ↑  黃一農. . 台北：輔仁大學歷史學系. 2003: 頁79–118.[永久]；亦收入饒宗頤主編，《華學（第六輯）》（北京：紫禁城出版社），頁230-254。
2. ↑  李守孔《中國近代史》。